# Katrin Martin
Katrin Martin (* 3. Februar 1950 in Luckau) ist eine deutsche Schauspielerin.

## Leben
Martin studierte von 1968 bis 1971 an der Schauspielschule Rostock. Dort erwarb sie einen Diplomabschluss als geprüfte Bühnendarstellerin.
Es folgten Verpflichtungen am Brandenburger Theater und am Theater Neustrelitz; Gastauftritte hatte sie unter anderem auch am Deutschen Theater Berlin. Zu ihren Bühnenrollen gehörten unter anderem die Helena in Ein Sommernachtstraum, die Natascha in Nachtasyl von Maxim Gorki, die Maria in Yerma und die Elisabeth in Glaube Liebe Hoffnung von Ödön von Horváth. Seit 1978 ist sie als freischaffende Schauspielerin tätig.
Als Theaterschauspielerin wirkt sie seit 2006 in mehreren Produktionen des Berliner Kriminal Theaters mit, unter anderem in Die zwölf Geschworenen. 2007 übernahm sie dort die Rolle der Henritta Westin in dem Thriller Vor dem Frost nach dem Roman von Henning Mankell.
Von 1972 bis 1990 wirkte Martin in insgesamt über vierzig Film- und Fernsehproduktionen bei der DEFA und dem Deutschen Fernsehfunk mit. Ihre erste Filmrolle hatte sie 1972 als Tochter von Rolf Herricht in der Rolle der Gaby Piesold in der Filmkomödie Der Mann, der nach der Oma kam. Aufgrund ihres jugendlichen Aussehens wurde sie in der Folgezeit bei der DEFA häufig mit Rollen von Prinzessinnen oder jungen Mädchen in Märchenfilmen besetzt. In Erinnerung bleibt dabei insbesondere ihre Verkörperung von Rosenrot in der Märchenverfilmung Schneeweißchen und Rosenrot.
Nach der Wende wechselte Martin als Regisseurin, Autorin und Produzentin zum Hörspiel. Sie produzierte Kinderhörspiele und leitete ein Ensemble von Kindersprechern. Außerdem arbeitete sie als Sprecherin bei Radio-Features.
Martin übernahm auch weiterhin kleinere Filmrollen, unter anderem als Lehrerin in Michael Knofs Literaturverfilmung Jugend ohne Gott (1991) oder in dem Film Stilles Land (1992) unter der Regie von Andreas Dresen. Außerdem spielte sie in mehreren Episoden der Krimiserie Polizeiruf 110 mit.
Martin spielt Klavier und singt in der Stimmlage Alt; sie spricht Russisch und Englisch. Katrin Martin lebt in Berlin.

## Filmografie (Auswahl)
- 1972: Der Mann, der nach der Oma kam
- 1973: Die Taube auf dem Dach
- 1974: Die eigene Haut (Fernsehfilm)
- 1975: Aus meiner Kindheit
- 1975: Die Seefee (Fernsehfilm)
- 1975: Die Bösewichter müssen dran
- 1976: Soviel Lieder, soviel Worte
- 1976: Unser stiller Mann
- 1976: Zur See (Fernsehserie, Folge Die Verhandlung)
- 1977: Wer reißt denn gleich vor’m Teufel aus
- 1977: DEFA Disko 77
- 1979: Schneeweißchen und Rosenrot
- 1979: Zünd an, es kommt die Feuerwehr
- 1980: Die Verlobte
- 1980: Die Schmuggler von Rajgrod
- 1980: Max und siebeneinhalb Jungen
- 1981: Furcht und Elend des Dritten Reiches (Fernsehfilm)
- 1981/1988: Jadup und Boel
- 1986: Neumanns Geschichten (Fernsehserie, Folge Zeit der Schwälbchen)
- 1987: Wie die Alten sungen…
- 1987–1991: Der Staatsanwalt hat das Wort – Teuer bezahlt (TV-Reihe, 2 Folgen)
- 1988: Ich liebe dich – April! April!
- 1989: Die Besteigung des Chimborazo
- 1989: Polizeiruf 110: Katharina (TV-Reihe)
- 1990: Daniel
- 1991: Sonnenwende (Fernsehfilm)
- 1991: Jugend ohne Gott (Fernsehfilm)
- 1992: Stilles Land
- 1993: Polizeiruf 110: Tod im Kraftwerk (TV-Reihe)
- 1994: Liebling Kreuzberg (TV-Serie; Folge: Lernet, ihr Richter auf Erden)
- 1997: Polizeiruf 110: Der Tausch (TV-Reihe)
- 1999: Polizeiruf 110: Mörderkind  (TV-Reihe)
- 2012: In aller Freundschaft (TV-Serie; Folge: Gewissensfragen)

## Theater
- 1981: Luois Angely: Die Schneidermamsells – Regie: Günter Rüger (Kleine Bühne „Das Ei“ – Berlin)

## Hörspiele
1999: Volker Braun: Die Geschichte von den vier Werkzeugmachern (Angestellte) – Regie: Jörg Jannings (Hörspiel – SFB/ORB/DLF)